# Kabinetten-Flandin
Frankrijk heeft in de periode van 1934 tot 1941 twee kabinetten-Flandin gekend.

## Kabinet-Flandin I (8 november1934-1 juni1935
- Pierre Étienne Flandin (AD) - Président du Conseil (premier)
- Georges Pernot (FR) - Vice Président du Conseil (vicepremier)
- Pierre Laval (BC) - Minister van Buitenlandse Zaken
- Louis Maurin - Minister van Oorlog
- Marcel Régnier (PRS - Minister van Binnenlandse Zaken
- Louis Germain-Martin (RI) - Minister van Financiën
- Paul Jacquier (PRS) - Minister van Arbeid
- François Piétri (AD) - Minister van Marine
- William Bertrand (PRS) - Minister van Zeevaart
- Victor Denain - Minister van Luchtvaart
- André Mallarmé (RI) - Minister van Onderwijs
- Georges Rivollet - Minister van Pensioenen
- Émile Cassez (PRS) - Minister van Landbouw
- Louis Rollin (AD) - Minister van Koloniën
- Henry Roy (PRS) - Minister van Openbare Werken
- Henri Queuille (PRS) - Minister van Volksgezondheid en Sport
- Georges Mandel - Minister van Posterijen, Telegrafie en Telefonie
- Paul Marchandeau (PRS) - Minister van Handel en Industrie
- Édouard Herriot (PRS) - Minister van Staat
- Louis Marin (FR) - Minister van Staat

## Kabinet-Flandin II (13 december1940-9 februari1941
Het tweede kabinet-Flandin was een van de zogenaamde "Vichy-regeringen." Formeel was de met de nazi's collaborerende maarschalk Philippe Pétain (1856-1951) staatshoofd én regeringsleider (Président du Conseil) van de État Française (Vichy-Frankrijk), maar in feite trad de Vice Président du Conseil (vicepremier) op als regeringsleider. Aanvankelijk bekleedde Pierre Laval (1883-1945) deze functie (juli-december 1940), maar in december 1940 werd Laval door de pro-Britse Flandin vervangen. Na veel Duitse druk, werd Flandin in februari 1941 vervangen door admiraal François Darlan (1881-1942), die echter ook onder Duitse druk werd verwijderd. Op 18 april 1942 werd Laval regeringsleider en bleef dit tot de Bevrijding van Frankrijk.
- Philippe Pétain (conservatief) - Chef d'État et Président du Conseil (staatshoofd en premier)
- Pierre-Étienne Flandin (AD) - Vice Président du Conseil (vicepremier) en Minister van Buitenlandse Zaken
- François Darlan (radicaal) - Minister van Binnenlandse Zaken en Marine
- Raphaël Alibert (La Cagoule) - Minister van Justitie en Grootzegelbewaarder
- Yves Bouthillier (Groupe X-Crise) - Minister van Financiën
- Charles Huntziger (Action Française) - Minister van Oorlog
- Jean Bergeret (conservatief) - Minister van Luchtvaart
- Jean Berthelot (conservatief) - Minister van Communicatie
- René Belin (X-Crise, neosocialist) - Minister van Industriële Productie en Arbeid
- Jacques Chevalier (traditionalist) - Minister van Onderwijs en Jeugd
- Pierre Caziot (traditionalist) - Minister van Landbouw en Bevoorrading
- Charles Platon (PPF) - Minister van Koloniën
- Paul Baudouin (conservatief) - Minister van Informatie

Wijzigingen
- 27 januari 1941: Joseph Barthélemy (AD) volgt Alibert op als minister van Justitie